# Aloe pretoriensis
Aloe pretoriensis är en grästrädsväxtart som beskrevs av Illtyd Buller Pole-Evans. Aloe pretoriensis ingår i släktet Aloe och familjen grästrädsväxter. Inga underarter finns listade i Catalogue of Life.